# Élection présidentielle serbe de 2017
L’élection présidentielle serbe de 2017 se déroule le 2 avril 2017.

## Contexte
Le président sortant Tomislav Nikolić, élu en 2012 et éligible pour un second mandat, ne se représente pas.

## Système électoral
Le président de la République est élu au scrutin uninominal majoritaire à deux tours pour un mandat de cinq ans, renouvelable une fois. Est élu le candidat qui recueille la majorité absolue des votes valides au premier tour. À défaut, les deux candidats arrivés en tête au premier tour s'affrontent lors d'un second tour organisé dans les quinze jours, et celui recueillant le plus de voix est déclaré élu,.

## Candidats
Onze candidats ont été retenus.
| Candidat              | Parti | Fonctions |
| --------------------- | --- | --- |
| Saša Janković (en)    | Candidat du groupe citoyen la Serbie sans défiance (Srbija bez straha). Soutenu par le Parti démocrate, Nova Stranka (Nouveau Parti), d'autres partis non représentés au Parlement, et de plusieurs mouvements citoyens et civils. | Défenseur des citoyens de la république de Serbie 2007-2017 |
| Vuk Jeremić           | Candidat du groupe citoyen Nous devons faire mieux (Moramo bolje). | - Président de l'organisation Centre des relations internationales et du développement durable - Ministre des Affaires étrangères 2007-2012 - 67e Président de l'Assemblée générale des Nations unies 2012-2013 - Candidat au poste de secrétaire général des Nations unies en 2016 |
| Miroslav Parović (sr) | Président du Mouvement populaire de la liberté (NSP (sr)) | |
| Saša Radulović        | Président du mouvement citoyen C'en est assez (en) (Dosta Je Bilo) | Ministre de l'Économie 2013-2014 |
| Luka Maksimović       | Candidat indépendant, comédien et activiste politique. Il représente le Mouvement citoyen de Mladenovac (Sarmu probô nisi (en)) | |
| Aleksandar Vučić      | Candidat de l'actuelle coalition au gouvernement de la république de Serbie à la suite d'un accord avec le Parti socialiste de Serbie d'Ivica Dačić et au retrait de l'actuel président Tomislav Nikolić qui pouvait convoiter une nouvelle candidature. Soutenu par les partis : SPS, SDPS, PUPS, JS, SVM, PS, SPO, PSS, ZS et SDSS. | - Président du Parti progressiste serbe (SNS) depuis 2012 - Premier ministre de la république de Serbie depuis 2014 - Vice-Premier ministre et ministre de la Défense 2012-2014. - Ministre de l'information 1998-2000                                                              |
| Boško Obradović       | Président du parti Dveri | |
| Vojislav Šešelj       | Président et fondateur du Parti radical serbe (SRS) depuis 1991. Inculpé et détenu par le Tribunal pénal international pour l'ex-Yougoslavie de 2003 à 2014, acquitté en 2016 | Vice Premier ministre de la république de Serbie 1998-2000 |
| Aleksandar Popović    | Parti démocrate de Serbie | - Ministre de la Recherche et de l'Environnement 2004-2007 - Ministre de l'Énergie 2007-2008 |
| Milan Stamatović (en) | Président de la municipalité de Čajetina. Membre du Parti serbe du peuple (sr), mais candidat indépendant sans son soutien | |
| Nenad Čanak           | Président de la Ligue des sociaux-démocrates de Voïvodine (LSV) | |

## Résultats
| Candidat               | Candidat               | Parti                                     | Voix      | %      |
| ---------------------- | ---------------------- | ----------------------------------------- | --------- | ------ |
|                        | Aleksandar Vučić       | Parti progressiste serbe                  | 2 012 788 | 55,08  |
|                        | Saša Janković          | Indépendant                               | 597 728   | 16,36  |
|                        | Luka Maksimović        | Indépendant                               | 344 498   | 9,43   |
|                        | Vuk Jeremić            | Indépendant                               | 206 676   | 5,66   |
|                        | Vojislav Šešelj        | Parti radical serbe                       | 163 802   | 4,48   |
|                        | Boško Obradović        | Dveri                                     | 83 523    | 2,29   |
|                        | Saša Radulović         | Dosta Je Bilo (en)                        | 51 651    | 1,41   |
|                        | Milan Stamatović       | Indépendant                               | 42 193    | 1,15   |
|                        | Nenad Čanak            | Ligue des sociaux-démocrates de Voïvodine | 41 070    | 1,12   |
|                        | Aleksandar Popović     | Parti démocrate de Serbie                 | 38.167    | 1,04   |
|                        | Miroslav Parović       | Mouvement populaire de la liberté         | 11 540    | 0,32   |
|                        |                        |                                           |           |        |
| Votes valides          | Votes valides          | Votes valides                             | 3 593 636 | 98,34  |
| Votes blancs et nuls   | Votes blancs et nuls   | Votes blancs et nuls                      | 60 378    | 1,65   |
| Total                  | Total                  | Total                                     | 3 654 014 | 100,00 |
| Abstentions            | Abstentions            | Abstentions                               | 3 070 935 | 45,64  |
| Inscrits/participation | Inscrits/participation | Inscrits/participation                    | 6 724 949 | 54,36  |

## Analyse
Aleksandar Vučić l'emporte dès le premier tour. Il obtient plus de 70 % des voix parmi la population bosniaque.